# 道増
道増（どうぞう、永正5年（1508年） - 元亀2年3月1日（1571年3月26日））は、戦国時代の僧侶で、天台宗寺門派の門跡寺院であった聖護院門跡の第30代門主。准三宮、大僧正。園城寺長吏や熊野三山検校職を務める。父は関白・近衛尚通。聖護院道増とも呼ばれる。

## 生涯

### 聖護院門跡継承
永正5年（1508年）、後に関白に再任する左大臣・近衛尚通の子として生まれる。
道増の生後間もなく、近衛尚通に対して聖護院門跡の道応法親王から道増を後継者として弟子にしたい旨の申し出があった。道応の申し出を了承した近衛尚通は、道増が成長したら聖護院への入室を行うように準備を進めたが、道増が入室する前の永正7年（1510年）6月に道応法親王が急死。道応法親王の急死により門主不在となった聖護院では、3歳の道増に門跡を継承させるか評議が行われ、多少の反対意見はあったが、道増の門跡継承は承認された。
しかし、それまで聖護院門跡が受け継いできた熊野三山検校職に後柏原天皇の弟である円満院門跡の仁悟法親王が補任されたことに近衛尚通や聖護院の弟子たちが激しく反発し、将軍・足利義稙への働きかけによって状況の打開を図ったが、永正8年（1511年）には幕府も仁悟法親王の熊野三山検校職補任を追認した。その後、永正12年（1515年）6月に仁悟法親王が急死したためようやく道増が熊野三山検校職に補任されたが、この5年間の熊野三山検校職の喪失により、聖護院門跡による熊野三山領の領有が否定されることになり、道増が熊野三山検校職に補任されてからも回復されることは無かった。
このような熊野三山検校職の喪失や、熊野三山領と門跡領の不知行地化の進展による経済的危機に直面した道増は、新たな財源の模索を余儀なくされ、熊野先達だけでなく在地に散在する山伏を出来るだけ多く編成して自ら直接掌握することを目指すこととなる。

### 修行
道増は永正17年（1520年）頃まで聖護院門下の上乗院で修行し、天文5年（1536年）に僧正となって、天文10年（1541年）5月13日に准三宮の宣下を受けた。さらに天文13年（1544年）には伽耶院存意から伝法灌頂を授かっている。
また、大永4年（1524年）に初めての大峰入峰を果たして以降、山岳修行の研鑽も積んでおり、天文6年（1537年）には熊野入峰、天文7年（1538年）と天文10年（1541年）には再び大峰入峰、天文8年（1539年）には葛城山入峰を行っている。

### 修験道本山派の形成
永正14年（1517年）には道増が熊野三山検校職に補任されたことを伝えると共に役銭の徴収と納入を命じる書状を下野国や信濃国の山伏に宛てて送っているが、聖護院門跡が在地の山伏に対して広く役銭を賦課するという動きは室町期には見られない戦国期特有の動きであり、この時の役銭が山伏や熊野先達という身分に対して賦課されている点から、道増が山伏や熊野先達の身分と固有の宗教活動を保障する権力として自らを位置づけたものと考えられている。
道増が在地山伏の編成を進めていく中で室町期までは熊野三山奉行若王子が持っていた権限の大規模改編が行われ、聖護院門跡が直接在地山伏を掌握していく体制の構築に成功し、修験道本山派の中央組織が整えられていく。
その後、道増は将軍使節として各地に赴くこととなるが、下向先で現地の有力山伏に対して、伊勢や熊野への先達、祈祷、守札の配札などの地域における宗教活動を保証する年行事職補任状を発給することで在地の有力山伏たちの宗教活動の権利を保障する代わりに補任料を徴収し、修験道本山派へ組み込んでいった。
聖護院門跡におけるこうした活動は道増の次代にあたる道澄にも受け継がれ、16世紀を通じて在地山伏の組織が進展することとなった。

### 将軍使節としての活動
道増は姻戚関係により足利将軍家との関係が深く、道増の妹の慶寿院が12代将軍・足利義晴に嫁いで、その間に13代将軍・足利義輝と15代将軍・足利義昭の兄弟が生まれている。足利義晴、義輝の時代は将軍家と外戚の近衛家が連合して公武協調の立場で政権の安定を図った時代と指摘されているが、道増もこの体制を担う一人として将軍使節の活動を行ったと考えられる。
天文14年（1545年）3月末から7月にかけて駿河国、甲斐国、下総国、相模国に赴き、今川氏と後北条氏の和睦調停を行った。
天文16年（1547年）には陸奥国へ下向して伊達稙宗・晴宗父子の抗争（天文の乱）の調停を行ったが、天文20年（1551年）から天文21年（1552年）にかけて再燃した伊達稙宗・晴宗父子の抗争を調停するために再び陸奥国に下向。
天文22年（1553年）に相模国や武蔵国に赴き、北条氏政が相伴衆になる際の仲介を行った。
永禄2年（1559年）10月に中国地方に下向して毛利領の備後国鞆に滞在し、毛利元就と尼子晴久の紛争調停を行ったが、毛利元就は道増の感情を害さないように礼を尽くした上で婉曲的に講和の斡旋を謝絶し、尼子氏攻撃の意向を固めたため調停を成立させられず、翌永禄3年（1560年）に京都へ帰還した。永禄4年（1561年）に再び和睦を斡旋して成立させるも破綻したため、3度目は毛利元就、尼子義久、大友宗麟の三者間での和睦調停を行うために、永禄6年（1563年）に安芸国廿日市に来着した後に厳島に渡って休養しつつ、家臣の矢島治部少輔や使僧の松之坊、真光寺某らを豊後国府内に派遣して大友宗麟の説得に当たらせ、大友宗麟が説得に応じると、同年3月18日には厳島を出発して周防国防府で毛利隆元と会見し、講和への賛同を得た。同じ頃に朝山日乗も道増を補佐して講和調停にあたるために京都を出発し防府に到着している。その後、永禄7年（1564年）にようやく和睦を成立させることに成功した。
永禄8年（1565年）5月の永禄の変で将軍・足利義輝が殺害されて以降は政情不安定な京都を離れ、3度に渡る和睦調停で関係を築いた毛利氏の領国に滞在した。
永禄11年（1568年）9月23日、道澄と共に親交があった毛利隆元の菩提寺である周防国山口の常栄寺境内に霊光院を建立して追善料として長門国美祢郡長田郷永光名の50石の地を永代寄進した。
また、同年に足利義昭が織田信長と共に入京すると、道増は再び将軍使節として毛利氏と大友氏の和睦斡旋を命じられ、安芸国で活動を行っていたが、元亀2年（1571年）3月1日に滞在先の安芸国において死去。享年64。甥の道澄が後を継いだ。
以上のように道増は将軍が斡旋する大名間の紛争調停の際に派遣されることが多く、他の将軍近親の門跡等と比べても抜きんでて多い。その理由としては将軍の近親者という血縁上の関係に加え、修験道の棟梁として和与と誓約を保障する宗教的権威を兼ね備えている存在であったことが指摘されている。
また、将軍使節としての活動以外にも、伊達氏や後北条氏からの依頼による将軍への取次や、地方寺社の依頼による朝廷への取次を行っていることが『御湯殿上日記』等に散見される。